# 石河光茂
石河 光茂（いしこ みつしげ）は、尾張藩家臣、美濃駒塚領主、石河家第9代当主。

## 生涯
文化6年（1809年）、祖父光籌の死去により家督を相続。文化9年（1812年）家老となる。文化12年（1815年）病により家老を辞職。天保14年（1843年）再び家老となる。弘化3年（1846年）。従五位下伊賀守に叙任。嘉永元年（1848年）、出羽守に遷任。嘉永6年（1853年）、病により隠居して家督を光晃に譲る。安政5年（1858年）、将軍家茂の諱の字を避け、諱を「光美」と改名。慶応2年（1866年）、隠岐守に選任。
慶応2年（1867年）9月16日死去。享年76。七男正基は、分家當博の家督を相続し、御側御用人、城代を務めた。正基の三男が日本画家の石河有隣（正徳）。